# Saint-Christophe (Eure-et-Loir)
Saint-Christophe település Franciaországban, Eure-et-Loir megyében. Lakosainak száma 148 fő (2022. január 1.). Saint-Christophe Bonneval, Saint-Maur-sur-le-Loir, Moléans, Donnemain-Saint-Mamès, Marboué és Flacey községekkel határos.

## Népesség
A település népessége az elmúlt években az alábbi módon változott:
| Lakosok száma | 130  | 102  | 138  | 145  | 148  | 151  | 159  | 159  | 158  | 148  |
|               | 1968 | 1982 | 1990 | 2006 | 2013 | 2015 | 2017 | 2019 | 2020 | 2022 |